# Crossing Swords
Crossing Swords é uma sitcom de animação stop-motion americana criada por John Harvatine IV e Tom Root para o Hulu. A série estreou em 12 de junho de 2020. Seis dias após sua estreia, a série foi renovada para uma segunda temporada.

## Premissa
Crossing Swords segue "Patrick, um camponês de bom coração que consegue uma posição de escudeiro cobiçado no castelo real. Seu emprego dos sonhos rapidamente se transforma em um pesadelo quando ele descobre que seu amado reino é administrado por um ninho de vespas de monarcas excitados, vigaristas e charlatões. Pior ainda, o valor de Patrick fez dele a ovelha negra de sua família, e agora seus irmãos criminosos voltaram para tornar sua vida um inferno. Guerra, assassinato, nudez frontal completa - quem diria que pessoas de cores vivas levam vidas tão emocionantes?"

## Elenco e personagens

### Principal
- Nicholas Hoult como Patrick, o novo escudeiro do rei que deseja ser um cavaleiro
- Luke Evans como Rei Merriman
- Alanna Ubach como a Rainha Tulip, a esposa de Merriman que é muito promíscua
- Adam Pally como Broth, o melhor amigo de Patrick e cavaleiro companheiro
- Tara Strong como Coral, a irmã pirata de Patrick
  - Strong também dá voz a Trina Franklin, uma valente camponesa
- Tony Hale como Blarney, irmão palhaço de Patrick
- Adam Ray como Ruben, irmão bandido de Patrick
- Seth Green como Blinkerquartz, o Mago do Castelo
- Breckin Meyer como Blinkerquartz, o Mago do Castelo
- Wendi McLendon-Covey como Doreen, a mãe de Patrick

### Recorrente
- Yvette Nicole Brown como Sgt. Meghan, treinador dos cavaleiros
- Maya Erskine como a princesa Blossom, a filha mimada e malcriada de Merriman e Tulip
- Ben Schwartz como Keefer, o namorado rockstar de Blossom
- Rob Corddry como o Velho Rei, o pai insano de Merriman a quem ele destronou[4]
- Jameela Jamil como Sloane, que é uma empregada doméstica do castelo e o interesse amoroso de Patrick. Ela é revelada como sendo Danielle, filha de Donna, no episódio "Unchained Monarchy".

### Convidados
- Alfred Molina como Robin Hood, rival de Ruben (Episódio: "Hot Tub Death Machine")
- Natasha Lyonne como Norah, um Iéti. (Episódio: "The Snow Job")

## Episódios
| N.º na série | N.º na temp. | Título                        | Dirigido por      | Escrito por                         | Lançamento          | Transmissão no Reino Unido |
| ------------ | ------------ | ----------------------------- | ----------------- | ----------------------------------- | ------------------- | -------------------------- |
| 1            | 1            | "Pilot"                       | John Harvatine IV | John Harvatine IV Tom Root          | 12 de junho de 2020 | 23 de novembro de 2020     |
| 2            | 2            | "Hot Tub Death Machine"       | John Harvatine IV | Tom Root                            | 12 de junho de 2020 | 23 de novembro de 2020     |
| 3            | 3            | "What's Kraken?"              | John Harvatine IV | Sean Lavery                         | 12 de junho de 2020 | 30 de novembro de 2020     |
| 4            | 4            | "In the Line of Squire"       | John Harvatine IV | Amy Reed                            | 12 de junho de 2020 | 30 de novembro de 2020     |
| 5            | 5            | "Let Them Eat Clown"          | John Harvatine IV | Sean Lavery Maggie Monahan Amy Reed | 12 de junho de 2020 | 7 de dezembro de 2020      |
| 6            | 6            | "My Super Sweet Period Party" | John Harvatine IV | Maggie Monahan                      | 12 de junho de 2020 | 7 de dezembro de 2020      |
| 7            | 7            | "Look Who’s Stalking"         | John Harvatine IV | Sean Lavery                         | 12 de junho de 2020 | 14 de dezembro de 2020     |
| 8            | 8            | "The Snow Job"                | John Harvatine IV | Maggie Monahan                      | 12 de junho de 2020 | 14 de dezembro de 2020     |
| 9            | 9            | "The A-Moooo-Zing Race"       | John Harvatine IV | Amy Reed                            | 12 de junho de 2020 | 21 de dezembro de 2020     |
| 10           | 10           | "Unchained Monarchy"          | John Harvatine IV | Tom Root                            | 12 de junho de 2020 | 21 de dezembro de 2020     |

## Produção

### Desenvolvimento
Em 27 de setembro de 2018, foi anunciado que o Hulu havia dado à produção um pedido de série para uma primeira temporada consistindo de dez episódios. A série foi criada por John Harvatine IV e Tom Root, que também deveriam atuar como produtores executivos. A série foi produzida por Stoopid Buddy Stoodios e distribuída pela Sony Pictures Television. Em 18 de junho de 2020, o Hulu renovou a série para uma segunda temporada.

## Elenco
Junto com o anúncio do pedido da série, foi confirmado que o elenco de voz da série seria composto por Nicholas Hoult e Luke Evans, entre outros.

## Recepção
No Rotten Tomatoes, a primeira temporada tem um índice de aprovação de 21%, com base em 14 avaliações. O consenso crítico do site diz: "grosseiro e cruel, Crossing Swords sangra sua tênue premissa". O Metacritic, que usa uma média ponderada, dá uma pontuação de 47 em 100, indicando "avaliações mistas ou médias".